# The Proud Family
The Proud Family (pol. Rodzina Dumnych, 2001–2005) – amerykański serial animowany stworzony przez Bruce'a W. Smitha. Wyprodukowany przez Jambalaya Studios, Y.R. Studio i Disney Channel Original Productions.
Światowa premiera serialu miała miejsce 15 września 2001 roku na antenie Disney Channel. Emisja zakończyła się 19 sierpnia 2005 roku. W Polsce serial do tej pory nie był emitowany.
1 września 2005 roku powstał film animowany produkcji Disney Channel Original Movies – The Proud Family Movie.

## Obsada
- Kyla Pratt – Penny Proud
- Tommy Davidson – Oscar Proud
- Paula Jai Parker – Trudy Proud
- Jo Marie Payton – Suga Mama Proud
- Tara Strong –
  - BeBe Proud,
  - CeCe Proud,
  - pies Puff
- Karen Malina White – Dijonay Jones
- Soleil Moon Frye – Zoey Howzer
- Alisa Reyes – LaCienega Boulevardez
- Orlando Brown – Sticky Webb
- Cedric the Entertainer – Bobby Proud
- Phil LaMarr – Michael Collins
- Raquel Lee – Nubia Gross
- Kevin Michael Richardson – doktor Payne / Omar
- Cree Summer – Peabo
- Aries Spears – Czarodziej Kelly

i inni

## Spis odcinków
| N/o            | Tytuł angielski                                 |
| -------------- | ----------------------------------------------- |
|                |                                                 |
| SERIA PIERWSZA |                                                 |
|                |                                                 |
| 01             | Bring It On                                     |
|                |                                                 |
| 02             | Strike                                          |
|                |                                                 |
| 03             | Rumors                                          |
|                |                                                 |
| 04             | Tiger Whisperer                                 |
|                |                                                 |
| 05             | EZ Jackster                                     |
|                |                                                 |
| 06             | Spelling Bee                                    |
|                |                                                 |
| 07             | She’s Got Game                                  |
|                |                                                 |
| 08             | Forbidden Date                                  |
|                |                                                 |
| 09             | Teacher’s Pet                                   |
|                |                                                 |
| 10             | Don’t Leave Home Without It                     |
|                |                                                 |
| 11             | Seven Days Of Kwanzaa                           |
|                |                                                 |
| 12             | Makeover                                        |
|                |                                                 |
| 13             | The Party                                       |
|                |                                                 |
| 14             | Love Thy Neighbor                               |
|                |                                                 |
| 15             | I Had A Dream                                   |
|                |                                                 |
| 16             | I Love You Penny Proud                          |
|                |                                                 |
| 17             | Puff’s Magic Adventure                          |
|                |                                                 |
| 18             | Enter The Bullies                               |
|                |                                                 |
| 19             | The Altos                                       |
|                |                                                 |
| 20             | Hip-Hop Helicopter                              |
|                |                                                 |
| 21             | Romeo Must Wed                                  |
|                |                                                 |
| SERIA DRUGA    |                                                 |
|                |                                                 |
| 22             | A Star Is Scorned                               |
|                |                                                 |
| 23             | A Hero For Halloween                            |
|                |                                                 |
| 24             | Ain’t Nothing Like The Real Thingy Baby         |
|                |                                                 |
| 25             | Poetic Justice                                  |
|                |                                                 |
| 26             | Behind The Family Lines                         |
|                |                                                 |
| 27             | Hooray For Iesha                                |
|                |                                                 |
| 28             | Camping Trip                                    |
|                |                                                 |
| 29             | Crouching Trudy, Hidden Penny                   |
|                |                                                 |
| 30             | Boot Camp                                       |
|                |                                                 |
| 31             | Tween Town                                      |
|                |                                                 |
| 32             | One In A Million                                |
|                |                                                 |
| 33             | Hmmm… Tastes Like                               |
|                |                                                 |
| 34             | There's Something About Rene                    |
|                |                                                 |
| 35             | Adventures In Bebe Sitting                      |
|                |                                                 |
| 36             | Surf and Turf                                   |
|                |                                                 |
| 37             | The Legend of Johnny Lovely                     |
|                |                                                 |
| 38             | The Camp, The Counselor, The Mole, And The Rock |
|                |                                                 |
| 39             | It Takes A Thief                                |
|                |                                                 |
| 40             | Wedding Bell Blues                              |
|                |                                                 |
| 41             | Penny Potter                                    |
|                |                                                 |
| SERIA TRZECIA  |                                                 |
|                |                                                 |
| 42             | Monkey Bidness                                  |
|                |                                                 |
| 43             | Thelma and Luis                                 |
|                |                                                 |
| 44             | Culture Shock                                   |
|                |                                                 |
| 45             | Election                                        |
|                |                                                 |
| 46             | The Good, the Bad, and the Ugly                 |
|                |                                                 |
| 47             | Smack Mania 6: Mongo Vs. Mama’s Boy             |
|                |                                                 |
| 48             | Suga Mama’s Believers                           |
|                |                                                 |
| 49             | Twins To Tweens                                 |
|                |                                                 |
| 50             | She Drives Me Crazy                             |
|                |                                                 |
| 51             | Who You Callin’ A Sissy                         |
|                |                                                 |
| 52             | Psycho Duck                                     |
|                |                                                 |
| 53             | The Proud Family Movie                          |
| 54             | The Proud Family Movie                          |
|                |                                                 |